# Gloeoporus thelephoroides
Gloeoporus thelephoroides är en svampart som först beskrevs av William Jackson Hooker, och fick sitt nu gällande namn av Gordon Herriot Cunningham 1965. Gloeoporus thelephoroides ingår i släktet Gloeoporus och familjen Meruliaceae.   Inga underarter finns listade i Catalogue of Life.